# 上坪 (臺灣)
上坪，是台灣新竹縣竹東鎮的一個傳統地域名稱，位於該鎮最南端。相較於今日行政區，其範圍大致為瑞峰里南半部、上坪里北半部。

## 歷史
台灣清治末期至日治前期，上坪地區為一街庄，稱為「上坪庄」，隸屬於竹北一堡。該庄西北與燥樹排庄為鄰，東北及東隔上坪溪與濫仔庄為界，南邊為蕃地，西邊為大坪庄。
1901年（日治明治三十四年）11月，全台設二十廳，該庄隸屬於新竹廳。1909年（明治四十二年）10月，合併二十廳為十二廳，該庄隸屬不變。1920年（大正九年），廢十二廳改設五州二廳，該庄改制為「上坪」大字，隸屬於新竹州竹東郡竹東街。
戰後竹東街改制為竹東鎮，隸屬於新竹縣，大字亦改制為里。1950年桃、竹、苗分治，竹東鎮隸屬不變。

## 交通
縣道122號又稱「南清公路」，是南寮至五峰土場的道路，大致沿上坪地區東部界河上坪溪左岸而行，向北可前往竹東市區、國道1號新竹交流道、新竹市區、南寮等地，向南可前往上坪、土場等地。
鄉道竹35線是橫山至瑞峰的道路，部份路段稱為「頭份林豐鄉道」，其南側端點位於本地區東部瑞峰聚落的縣道122號路口。由此向東北可前往濫子、大山背、油羅，最終止於橫山市區的省道台3線路口。

## 設施
- 瑞峰國小
- 上坪老街